# 苓北町立坂瀬川中学校
苓北町立坂瀬川中学校（れいほくちょうりつ さかせがわちゅうがっこう）は、かつて熊本県天草郡苓北町坂瀬川にあった中学校。

## 沿革
- 1947年（昭和22年）4月1日 - 坂瀬川村立坂瀬川中学校設立
- 1955年（昭和30年）- 苓北町立坂瀬川中学校と改称
- 2015年（平成27年）- 苓北町立苓北中学校に統合